# Jeffersontown
Jeffersontown – miasto w Stanach Zjednoczonych, w stanie Kentucky, w hrabstwie Jefferson.